# Mamoutou Coulibaly
Mamoutou Coulibaly (* 23. Februar 1984 in Bamako) ist ein ehemaliger malischer Fußballspieler.

## Karriere
Mamoutou Coulibaly begann seine Karriere 2003 bei AJ Auxerre. 2006 wechselte er zum FC Istres. Nach einer Saison ging der Malier in die Türkei zu Kasımpaşa Istanbul. Danach folgten Stationen in Belgien beim FC Brüssel und in Bulgarien beim Tscherno More Warna. 2011 unterschrieb der Abwehrspieler beim kasachischen Erstligisten Irtysch Pawlodar. 2014 wurde Coulibaly vom Ligakonkurrenten Qaisar Qysylorda unter Vertrag genommen. Nach einer Spielzeit kehrte er Anfang 2015 nach Warna zurück. Dort gewann er im Jahr 2015 den bulgarischen Pokal. Im Sommer 2016 wurde sein Vertrag nicht verlängert. Coulibaly war ein halbes Jahr ohne Verein, ehe ihn Qysylschar Petropawl zurück nach Kasachstan in die zweithöchste Spielklasse holte. Er stieg mit dem Klub am Saisonende auf und beendete anschließend seine Laufbahn.
Er absolvierte zwei Spiele für die Nationalmannschaft Malis.

## Erfolge
- Bulgarischer Pokalsieger: 2015